# 211.ª Divisão de Infantaria (Alemanha)
A 211ª Divisão de Infantaria (em alemão:211. Infanterie-Division) foi uma unidade militar que serviu no Exército alemão durante a Segunda Guerra Mundial.

## Comandantes
| Comandante                               | Data                                           |
| ---------------------------------------- | ---------------------------------------------- |
| Generalleutnant Kurt Renner              | 1 de setembro de 1939 - 4 de fevereiro de 1942 |
| Generalleutnant Richard Müller           | 4 de fevereiro de 1942 - 16 de julho de 1943   |
| Generalleutnant Johann-Heinrich Eckhardt | 16 de julho de 1943 - ? de dezembro de 1944    |

## Oficiais de operações
| Oberstleutnant Michael Rossmann | 1939-Jul 1942                                  |
| Major Hans-Alexander von Voss   | 24 de julho de 1942-20 de fevereiro de 1943    |
| Oberstleutnant Klaus Müller     | 20 de fevereiro de 1943-10 de setembro de 1944 |
| Major Valentin Meyer            | 10 de setembro de 1944-Dec 1944                |

## Área de operações
| Alemanha                       | setembro de 1939 - fevereiro de 1941 |
| França                         | fevereiro de 1941 - janeiro de 1942  |
| Frente Oriental, setor central | janeiro de 1942 - dezembro de 1944   |
| recuando para reestruturação   | dezembro de 1944                     |